# Biais de confusion
L'expression « biais de confusion » (en anglais confounding factors) désigne un ensemble d'erreurs qui peuvent survenir dans l'interprétation des liens entre la variable dépendante et la variable indépendante lors de l'analyse de résultats expérimentaux du fait de l'interférence d'autres variables qui ont été insuffisamment contrôlées par le protocole de recherche.
En recherche clinique (médicale), par exemple, ces variables parasites peuvent être : l'évolution spontanée de la maladie, l'effet placebo et de régression à la moyenne.

## Éviter les biais de confusion
Pour éviter les biais de confusion, le protocole expérimental idéal consiste à réaliser une étude comparative, randomisée et à double insu (voir Essai randomisé contrôlé). La comparaison entre deux (ou plusieurs) groupes appariés isole l'effet de la variable indépendante. La randomisation limite l'effet de variables parasites non contrôlées en assurant la distribution statistique entre les groupes. La procédure d'insu protège la mesure des résultats des attentes des chercheurs et de la présomption des sujets.